# ベレッタM1934に関連する作品の一覧
ベレッタM1934に関連する作品の一覧（ベレッタ M1934にかんれんするさくひんのいちらん）は、イタリアの拳銃ベレッタM1934に関連する作品の一覧である。

## 映画・テレビドラマ
『大追跡』
結城佳代子（長谷直美）が使用。
『ダンディ2 華麗な冒険』
主に悪役が使用。
『フル・コンタクト』
ジャッジ（サイモン・ヤム）が使用。
『ワイルド・ギース』
アレン・フォークナー（演：リチャード・バートン）が使用。

## 漫画・アニメ
『クライムスイーパー』
主人公の少女戦士、三条雅の愛銃として登場する。
『ゴルゴ13』
「キャサワリー」で女暗殺者のキャサワリーが使用。
『終末のイゼッタ』
エイルシュタット公国大公家近衛兵隊長、ビアンカおよび女性近衛兵の装備として登場する。
『ストライクウィッチーズ』
加東圭子が私物として所持している。
劇場版では、ハインリーケ・プリンツェシン・ツー・ザイン・ウィトゲンシュタインが所持している。
『ノワール』
主人公、夕叢霧香が使用する。
『名探偵コナン』
黒ずくめの組織の幹部、ジンが使用している。発砲時にサプレッサーを使用していることが多い。
『ルパン三世』
白乾児（パイカル）が使用する。

### 類似の銃
『機動戦士ガンダム』
ジオン公国のスパイであるミハル・ラトキエが携帯している。厳密にはスライド先端部のデザインが異なる。当時の雑誌「アニメック」の記述が元で、劇中の銃がベレッタM1934そのままであるという誤情報が広がった。

## 小説
『女皇の帝国』
東雲薫子が使用している。
『ストレイト・ジャケット』
フィリシス・ムーグが使用している。「ベレットM1934自動拳銃」という名称に変更されている。

## ゲーム
『メダル・オブ・オナー アライドアサルト リロード2ND』
イタリア軍が使用する武器の1つとして登場する。ただし、装弾数が15発になっている。